# Герцогиня (фильм)
«Герцогиня» (англ. The Duchess) — историческая драма о жизни и судьбе герцогини Джорджианы Кавендиш. Слоган фильма «There are three people in her marriage». Премьера состоялась 3 сентября 2008 года. Рейтинг MPAA: детям до 13 лет просмотр не желателен.

## Сюжет
Сюжет фильма основан на книге Аманды Форман о жизни герцогини Девонширской Джорджианы Кавендиш. Юную Джорджиану выдают замуж за Уильяма Кавендиша, герцога Девонширского, с расчетом, что она произведет на свет ему наследника мужского пола. Джорджиана быстро разочаровывается в своем муже, особенно когда Шарлотта, незаконнорожденный ребенок, отцом которого был Уильям, мать которого умерла, переезжает жить к ним. Уильям ожидает, что Джорджиана будет терпеть присутствие ребенка. Он также предлагает ей «попрактиковаться в материнстве». Когда Джорджиана рожает девочку, Уильям недоволен. По его мнению, он выполнил свои обязательства перед ней как её муж, но, не сумев обеспечить ему законного наследника мужского пола, она не выполнила свои обязательства как его жена.
Джорджиана становится ведущей фигурой в светском обществе. Она знакомится с молодой леди Бесс Фостер в Бате и приглашает её жить с ними, поскольку Бесс больше некуда идти. У Уильяма роман с Бесс, из-за чего Джорджиана чувствует себя лишенной своего единственного друга и преданной Бесс. Бесс говорит Джорджиане, что её мотивом является желание вернуть своих троих сыновей (которых забрал у неё муж), поэтому она продолжает жить с ними.
Джорджиана заводит роман с Чарльзом Греем. Уильям возмущен, когда Джорджиана предполагает, что, поскольку у него есть Бесс, она должна быть с Чарльзом. Уильям насилует Джорджиану; результатом является ребенок мужского пола. Бесс поощряет роман между Джорджианой и Чарльзом после рождения сына Джорджианы. Вскоре всё лондонское общество узнает об измене Джорджианы. Уильям угрожает положить конец политической карьере Чарльза и запретить Джорджиане снова видеться со своими детьми, если она не прекратит отношения. После первоначального отказа Джорджиана прекращает свои отношения с Греем, но сообщает Уильяму, что беременна от Чарльза. Ее отправляют в сельскую местность, где у нее с Греем рождается дочь, Элиза Кортни, которую семья Грей отдает на воспитание как племянницу Чарльза.
Джорджиана находит утешение в дружбе Бесс во время родов Элизы. Джорджиана и Уильям примиряются друг с другом и вместе с Бесс продолжают совместную жизнь.
В титрах показано, что Джорджиана тайно навещает свою дочь Элизу. Элиза продолжает называть свою собственную дочь Джорджианой в честь своей матери. Чарльз позже становится премьер-министром при Вильгельме IV. Перед смертью Джорджиана разрешает Уильяму и Бесс пожениться.

## В ролях
- Кира Найтли — Джорджиана Кавендиш, герцогиня Девонширская
- Рэйф Файнс — Уильям Кавендиш, 5-й герцог Девонширский
- Хейли Этвелл — леди Элизабет «Бесс» Фостер
- Шарлотта Рэмплинг — леди Джорджиана Спенсер, графиня Спенсер
- Доминик Купер — Чарлз Грей, 2-й граф Грей
- Эйдан Макардл — досточтимый Ричард Бринсли Шеридан
- Саймон Макбёрни — досточтимый Чарльз Джеймс Фокс
- Джорджия Кинг — леди Тизл
- Камилла Арфведсон — леди Шарлотта